# 옥산초등학교 (충북)
옥산초등학교는 대한민국 충청북도 청주시 흥덕구 옥산면 오산리에 있는 공립 초등학교이다.

## 학교 연혁
- 1906년 5월 15일 사립 덕신학교 설립
- 1920년 4월 14일 옥산공립보통학교로 개편 인가
- 1938년 4월 1일 옥산공립심상소학교로 개칭
- 1941년 4월 1일 옥산공립국민학교로 개칭
- 1981년 3월 1일 병설유치원 개원
- 1994년 3월 2일 학교급식 실시
- 1996년 3월 1일 옥산초등학교로 개칭
- 1998년 3월 1일 금계분교장 통합
- 1999년 9월 1일 소로분교장(현재의 청주소로초등학교) 편입, 호죽분교장 통합
- 2012년 3월 1일 병설유치원 독립(공립옥산유치원)
- 2015년 2월 12일 제93회 졸업식(졸업생 109명, 졸업생 총수 9,691명)
- 2015년 3월 1일 본교 24학급(특수학급 2학급 포함), 소로분교장 6학급 편성
- 2015년 3월 2일 1학년 입학식 (본교 106명, 분교 9명)
- 2015년 9월 1일 제36대 양충직 교장 부임
- 2016년 2월 18일 제94회 졸업식(졸업생80명, 졸업생 총수 9,771명)
- 2016년 3월 1일 본교 24학급(특수학급 2학급 포함), 소로분교장 6학급 편성
- 2017년 2월 17일 제95회 졸업식(졸업생 84명, 졸업생 총수 9,886명)
- 2017년 3월 1일 본교 26학급(특수학급 2학급 포함), 소로분교장 6학급 편성
- 2017년 3월 2일 1학년 입학식(본교 104명, 분교 9명)
- 2017. 09. 01	제 37대 김수운 교장 부임
- 2018. 02. 14	제96회 졸업식(졸업생 93명, 졸업생 총수 9979명)
- 2018. 03. 01	학교폭력예방 어울림 프로그램 운영학교(1년간)
- 2018. 03. 01	행복키움 놀이문화 조성학교(1년간)
- 2018. 03. 01	진로체험(캠프) 중점학교(1년간)
- 2018. 03. 01	총 34학급(본교 26학급(특수학교 2학급), 소로분교장 6학급)
- 2018. 03. 02	초록학교 만들기 사업 운영학교(1년간)
- 2018. 03. 02	1학년 입학식(본교 116명, 분교 8명)
- 2020. 04. 14  개교 100주년

## 참고 자료
- 옥산초등학교 - 한국교육학술정보원 학교알리미